# Mayagryllus apterus
Mayagryllus apterus är en insektsart som beskrevs av Desutter-grandcolas och Theodore Huntington Hubbell 1993. Mayagryllus apterus ingår i släktet Mayagryllus och familjen syrsor. Inga underarter finns listade i Catalogue of Life.